# Леда і лебідь (Вілтон-гаус)
«Леда і лебідь» — картина 1515 року, написана Чезаре да Сесто, художником із кола Леонардо да Вінчі. Зараз він перебуває у Вілтон-гаусі поблизу Солсбері, Велика Британія. Разом з іншими версіями, які зараз знаходяться в Галереї Боргезе (ймовірно, також авторства Чезаре) та Уффіці, вважається, що це одна з трьох найближчих копій після втраченої роботи Леонардо на цю тему.

## Опис картини
У центрі картини — оголена Леда, що ніжно обіймає лебедя. Її поза граційна, а обличчя випромінює м'якість і спокій. Фігура Леди змальована з класичною пластичністю, характерною для стилю Відродження.
На передньому плані — четверо немовлят, які виходять з двох розбитих лебединих яєць. За міфами, це діти Леди — Полідевк, Кастор, Єлена і Клітемнестра, народжені після статевого акту з Зевсом-лебедем.
Фон картини — це ідеалізований пейзаж, типовий для леонардескої традиції. Тут спостерігається гра світла та тіні (сфумато), що надає сцені відчуття глибини та таємничості.
Стилістичні особливості:
- м'які контури та ніжна модельована світлотіньова передача, характерні для школи Леонардо;
- ідеалізована жіноча постать, яка водночас демонструє анатомічну точність;
- витончена взаємодія між Ледою та лебедем, що підкреслює чуттєвість сцени;
- лагідний, майже меланхолійний вираз обличчя Леди, що надає зображенню елегантності.

## Історія та атрибуція
Картина, що перебуває у Вілтон-гаусі, вважається однією з копій втраченого оригіналу Леонардо да Вінчі, створеного близько 1504–1508 років. Оригінальна композиція, ймовірно, не збереглася, однак її вплив помітний у численних варіантах, створених художниками XVI століття. Деякі дослідники припускають, що картину у Вілтон-гаусі міг написати один із учнів Леонардо, такий як Чезаре да Сесто або Франческо Мельці.

## Значення та вплив
Картина є важливим зразком ренесансної традиції трактування міфологічних сюжетів, у яких античні теми поєднувалися з новаторською технікою Леонардо. Ця картина вплинула на багатьох майстрів пізнього Відродження та бароко, зокрема на Корреджо й Рубенса, які створили власні версії «Леди і лебедя».